# 中国电影集团
中国电影集团公司（英語：China Film Group Corporation，缩写：CFGC），简称中影集团或中影，是中国大陆最具实力、产量最大的电影公司，也是中国大陆两家拥有影片进口权的公司之一（另一家是华夏电影发行有限责任公司）。

## 沿革
1999年2月，中国电影集团公司是由原中国电影公司、北京电影制片厂、中国儿童电影制片厂、中国电影合作制片公司、中国电影器材公司、电影卫星频道节目制作中心（即CCTV-6电影频道）、北京电影洗印录像技术厂、华韵影视光盘有限责任公司等8家单位整合组建的。目前，中国电影集团公司拥有全资分子公司15个，主要控股、参股公司近30个，管理电视频道1个，总资产28亿元人民币。
中影集团曾在2004年试图在香港上市，但最终没有得到广电总局的批准。此后中影集团计划2008年在国内上市，获国家原则上批准，但由于种种原因而长期拖延。2010年1月21日，国务院办公厅发布《关于促进电影产业繁荣发展的指导意见》，鼓励并支持国有电影企业上市。中影集團旗下的中国电影股份（上交所：600977）已在2015年7月通過證監會審議，獲准上市，但其原訂同年9月IPO的計畫又因故推遲。2016年8月9日，在上海证券交易所挂牌上市。
2018年机构改革后，中国电影集团公司及中国电影股份有限公司划归中共中央宣传部直属。

## 机构设置
中影集团设置（控股）下列机构（企业）：

### 分支机构
- 中国电影集团公司制片分公司
- 中国电影集团公司电影发行放映分公司
- 中国电影集团公司电影进出口分公司
- 中国电影集团公司营销策划分公司
- 中国电影集团公司艺术创作人员中心
- 中影集团电影数字制作基地有限公司

### 直属（控股）企业
- 中国电影股份有限公司
- 中影影院投资有限公司
- 中影新农村数字放映有限公司
- 北京电影洗印录像技术厂
- 中国电影器材公司
- 中国电影合作制片公司
- 北京电影制片厂
- 中国儿童电影制片厂
- 中国电影集团公司北京影视制作基地
- 中国电影进出口（洛杉矶）有限公司
- 中影集团公司巴黎代表处
- 电影卫星频道节目制作中心

## 业务

### 电影作品

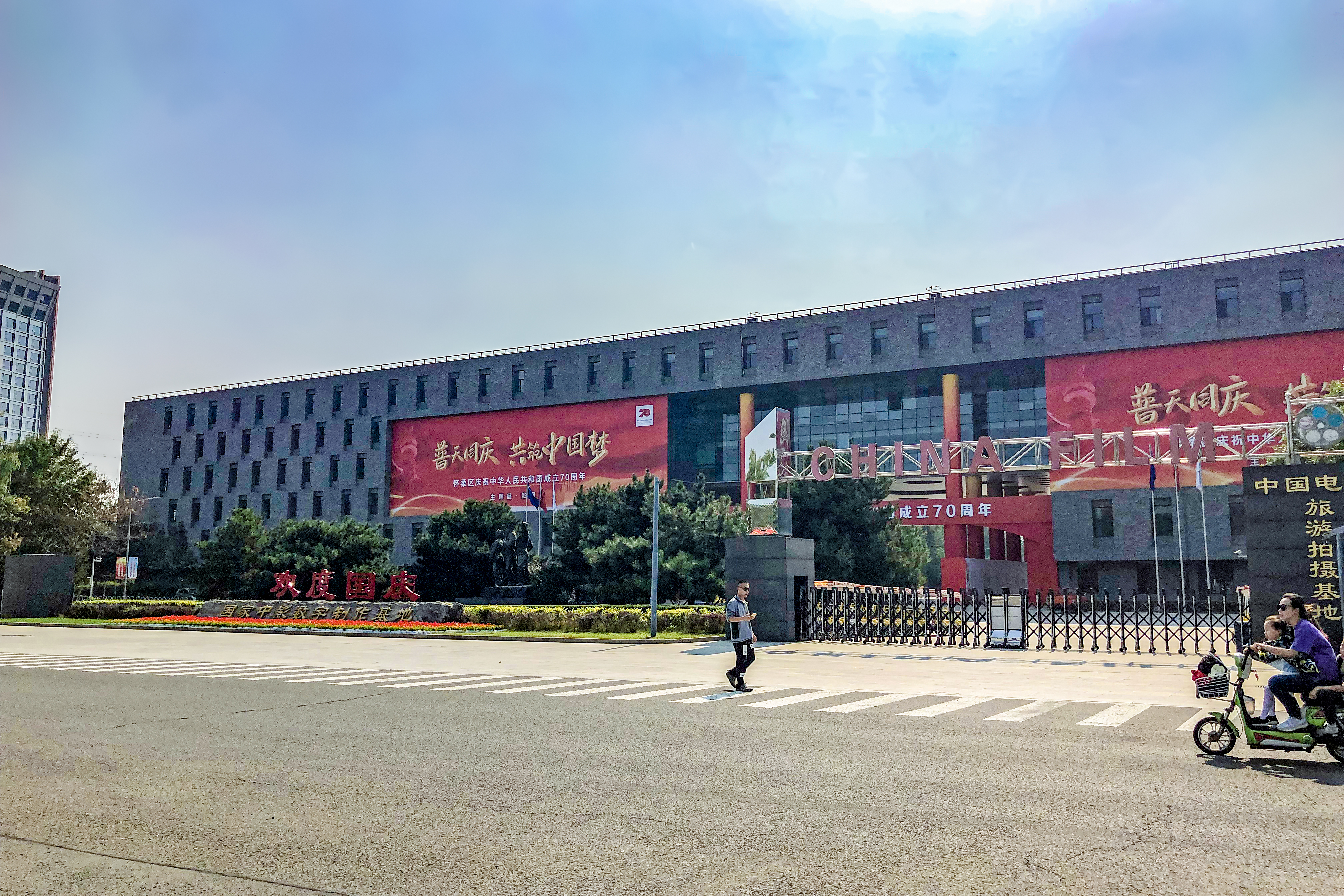
位于北京市怀柔区杨宋镇的国家中影数字制作基地

仅记录1999年2月该集团组建后在中国大陆上映时以“中国电影集团公司”或其子公司挂名制片方的影响力较大的作品。
- （2023年） 《流浪地球2》《宇宙探索编辑部》
- （2019年）《流浪地球》
- （2013年）《致我們終將逝去的青春》
- （2012年）《痞子英雄首部曲：全面開戰》
- （2011年）《新少林寺》《建党伟业》
- （2010年）《唐山大地震》《长江7号爱地球》《无人驾驶》《摇摆de婚约》《杜拉拉升职记》《恋爱通告》《未来警察》《无人区》《虹猫蓝兔火凤凰》《功夫梦》《孔子》
- （2009年）《赤壁（下）》《南京！南京！》《寻找成龙》《夜·店》《天安门》《爱情36记》《疯狂的赛车》《刺陵》《非常完美》《建国大业》《夜玫瑰》《狼灾记》《十月围城》《80’后》
- （2008年）《三国之见龙卸甲》《哈！哈！哈！》《深海寻人》《时尚先生》《保持通话》《即日启程》《北京等待》《爱情呼叫转移2：爱情左右》《梅兰芳》《赤壁（上）》《长江7号》《一个人的奥林匹克》《我叫刘跃进》
- （2007年）《一年到头》《胡同里的阳光》《青藏线》《导火线》《戏王之王》《基因决定我爱你》《风雪狼道》《门徒》《宝葫芦的秘密》《投名状》《爱情呼叫转移》《欣月童话》
- （2006年）《霍元甲》《冈拉梅朵》《云水谣》
- （2005年）《我们俩》《花腰新娘》《神话》《美人依旧》
- （2004年）《大事件》《张思德》《信天游》《日日夜夜》
- （2002年）《周渔的火车》《夺宝英雄》《王首先的夏天》《西施眼》《和你在一起》
- （2001年）《血性山谷》《一百个》
- （2000年）《押解的故事》《蓝色爱情》《好女不愁嫁》

### 影院投资

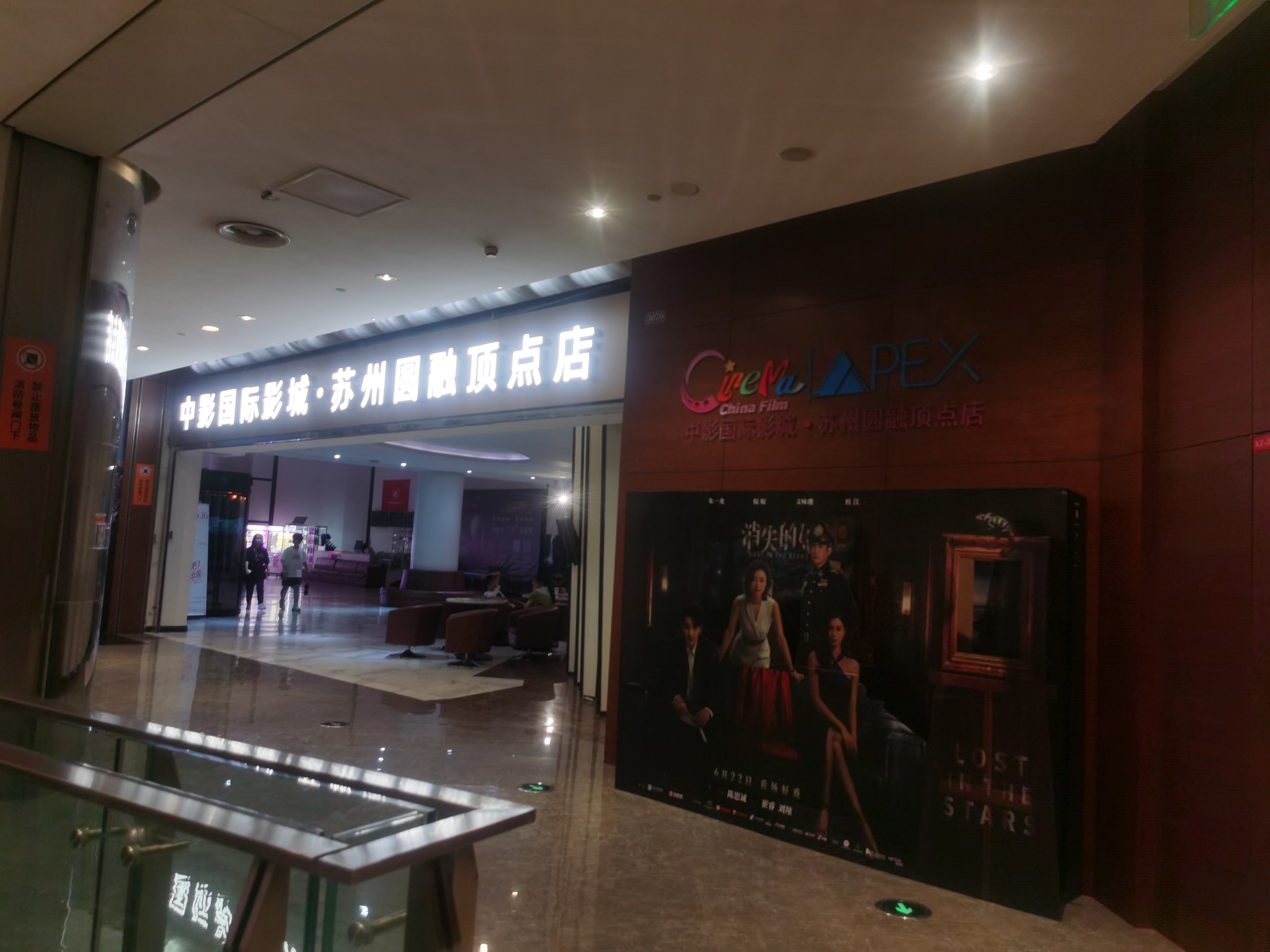
位于江苏省苏州工业园区的中影国际影城

中影国际影城是中影影院投资公司控股影院的品牌,中影影院投资有限公司隶属于中国电影股份有限公司。
中影国际影城是中影集团与深圳新南国电影管理机构联合投资的一系列影城，截止2015年底共有56家影城。

#### 中国巨幕
中国巨幕（CGS），高端巨幕电影放映系统， 影厅采用大于采用大于20米宽*12米高的巨幅金属银幕、亮度可以在10FL以上，11.1多声道及多维度沉浸式还音系统、配以专用服务器和图像优化系统（CGS-PRO），并提供专门制作的中国巨幕版影片，进行2D和3D影片的双系统放映。中国巨幕是由中国电影科学技术研究所与中国电影集团数字电影院线有限公司联合研制的。
2012年，中国巨幕随着中影国际影城合肥1912店开业正式投入商业运营。截至2022年第三季度，在中国内地已开业中国巨幕影厅363个，其他地区为33个。
中国巨幕影厅

##### 中国巨幕侵权
IMAX公司向美国洛杉矶高级法院提起诉讼GDC（环球数码创意科技有限公司）不当得利、不公平竞争以及盗用商业机密，将技术用于中国巨幕上面。美国洛杉矶高级法院再次驳回了IMAX公司对中国公司的诉讼。

#### CINITY
CINITY是中国电影集团旗下的中国电影股份有限公司和华夏电影发行有限公司共同合作推出的高端电影放映系统，融合了4K、3D、高亮度、高帧率、高动态范围、广色域、沉浸式声音七大电影放映领域的高新技术。中影科技（北京）有限公司与美国著名电影制作公司Deluxe合作建立了在美国洛杉矶的CINITY制版中心。
2021年，中国电影股份有限公司以自有资金收购CINITY相关公司——华夏电影北京（有限）公司的部分股权，收购后，中国电影股份有限公司占华夏电影北京（有限）公司股权的80%，华夏电影发行公司占华夏电影北京（有限）公司的股权的20%。截至2021年第一季度末，有58部电影使用CINITY版本进行发行，包括《我和我的祖国》、《唐人街探案3》、《金刚川》、《双子杀手》等等。截至2022年第三季度，中国内地已运营CINITY影厅71个。
华夏电影北京（有限）公司还推出了CINITY LED 曲面电影屏。目前，CINITY LED曲面电影屏有14米、16米、20米三种型号。中国大陆第一块CINITY LED曲面电影屏在四川成都的新明电影院投入使用。

## 外部連結
- 中国电影网
- 中国电影股份有限公司
- 中影的大时代和小时代（页面存档备份，存于）
- 中国巨幕官网
- CINITY官网